# Rostelecom
Rostelecom est une entreprise russe de télécommunications qui fournit des services de communication, des services numériques et autres aux particuliers et aux organisations. L'entreprise offre des services d'accès à large bande à Internet, de télévision interactive, de téléphonie mobile, de téléphonie locale et longue distance, ainsi que des services de virtualisation (appelés communément "services cloud" et centres de données), entre autres. Elle occupe des positions de leader sur le marché russe de l'accès à haut débit à Internet, de la télévision payante, du stockage et du traitement des données, ainsi que de la cybersécurité,.
Sur le marché grand public, Rostelecom développe une gamme de services pour les familles, y compris les services de base de communication et des solutions numériques pour l'éducation en ligne. De plus, l'entreprise crée des écosystèmes de solutions numériques pour les entreprises, qu'il s'agisse de grandes corporations fédérales ou de petites et moyennes entreprises,.
Rostelecom est impliquée dans la mise en œuvre de divers programmes gouvernementaux dans le domaine des technologies de l'information : création et développement de l'infrastructure du gouvernement électronique, (y compris le portail des services gouvernementaux), soutien télécom des processus électoraux (fonctionnement du système GES "Élections", organisation de systèmes de surveillance vidéo lors des élections), réduction de la fracture numérique, équipement des institutions médicales avec un accès à large bande à Internet et des objets socialement significatifs, ainsi que d'autres initiatives. Elle possède le plus grand réseau principal de télécommunications du pays, avec une longueur totale d'environ 500 000 km. Rostelecom est un acteur clé du programme national prioritaire « Économie numérique » et met en œuvre des projets technologiques et informatiques à l'échelle fédérale.
Le nom complet de l'entreprise est société par actions ouverte Rostelecom. Le siège social se trouve dans un bureau situé rue Goncharnaya, au centre de Moscou. L'entreprise est légalement enregistrée à Saint-Pétersbourg depuis 2006.
En raison de l'invasion de l'Ukraine par la Russie, depuis le 26 mars 2022, l'entreprise est sous sanctions des États-Unis, et depuis le 13 avril 2022, sous sanctions de l'Australie. Depuis le 16 mars 2022, des sanctions personnelles de l'Union européenne ont été imposées au président de Rostelecom, Mikhaïl Oseevski.

Le 2 octobre 2024, il a été annoncé que Dmitri Medvedev, vice-président du Conseil de sécurité de la fédération de Russie, avait été élu président du conseil d'administration de Rostelecom.

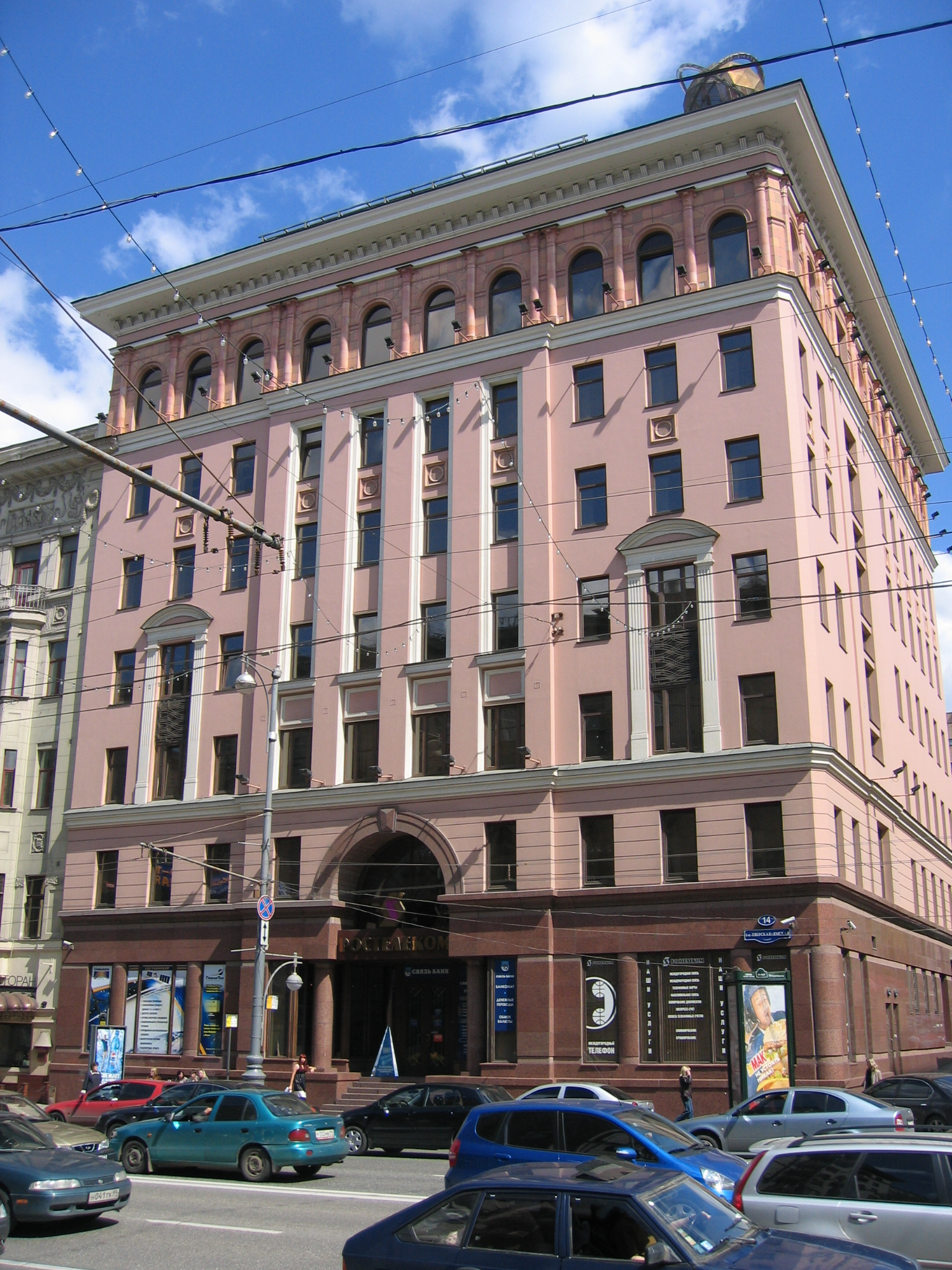
Siège de Rostelecom à Moscou

## Histoire
Le 30 décembre 1992, par un décret du Comité d'État pour la propriété de la fédération de Russie, l'entreprise publique Rostelecom a été créée. Elle comprenait vingt entreprises publiques de télécommunication interurbaine et internationale, ainsi que l'équipement de communication de l'entreprise Intertelecom.
Le 27 août 1993, l'entreprise publique de télécommunications Rostelecom a été transformée en société par actions ouverte spécialisée dans les communications interurbaines et internationales sous le nom de Rostelecom. La société a été enregistrée le 23 septembre 1993.
En 1994, Rostelecom a obtenu une licence pour fournir des services de télécommunication interurbains et internationaux. Cette même année, Rostelecom a été intégré au holding Svyazinvest,.
Le 18 octobre 2006, Rostelecom a reçu un certificat de qualité pour son réseau IP/MPLS et est devenu un fournisseur majeur d'accès à Internet.
Le 14 décembre 2009, Rostelecom a lancé le portail unique des services publics et municipaux www.gosuslugi.ru,.
À partir du 1er avril 2014, sur décision du gouvernement russe, Rostelecom a été chargé de fournir des services universels de télécommunication sur tout le territoire de la fédération de Russie. En 2014 également, Rostelecom a été désigné comme l'exécuteur unique du programme fédéral de réduction de la fracture numérique. Le 3 mars 2018, le gouvernement russe a ordonné au ministère des Communications de choisir Rostelecom comme seul fournisseur de services Internet pour les institutions médicales et sanitaires publiques pendant la période 2018-2019,.
En novembre 2017, le Centre de compétences en « Infrastructure informatique » du programme « Économie numérique de la fédération de Russie » (PAO Rostelecom) et le Groupe de travail sur l’«Infrastructure informatique » de l’ANOO « Économie numérique » ont présenté un plan d’action élaboré avec des propositions pour le développement de l’infrastructure informatique pour l’économie numérique (5G, villes intelligentes, télémédecine, éducation à distance, etc.).
En mars 2018, la société a présenté sa stratégie de développement jusqu'en 2022 et sa politique de distribution des dividendes pour la période 2018-2020. Selon cette stratégie, l'objectif principal de l'entreprise est de continuer à se transformer en partenaire numérique pour la population, les entreprises et le gouvernement. Les principales orientations de travail incluent : le développement d'écosystèmes de produits, de services et de service client, la modernisation de la plateforme technologique, le développement du capital humain et l'amélioration de l'efficacité. À cette époque, Rostelecom a été désigné opérateur du Système biométrique unifié (EBS), qui a été lancé en phase de test en juin. Ce système a été développé à l'initiative de la Banque centrale de Russie et du ministère du Développement numérique, des Communications et des Médias de masse de la fédération de Russie, en collaboration avec un groupe de travail interbancaire organisée par la Banque centrale sur les questions de réglementation normative de l'identification à distance des personnes physiques,.
Le 25 septembre 2018, Rostelecom a effectué un important rebranding et a annoncé une réorientation de ses activités. L'entreprise a présenté de nouveaux services numériques et des gammes tarifaires. Pour la première fois en sept ans, l'identité visuelle de l'entreprise a été modifiée. Comme l'a expliqué Mikhaïl Oseevski, président de Rostelecom, ils souhaitaient abandonner l'image d'une entreprise fournissant des services téléphoniques, ce pourquoi ils ont renoncé au symbole de l'oreille dans le logo. Selon lui, le nouveau logo « symbolise le mouvement vers l'avant et le développement des technologies numériques ».
En avril 2021, la direction de l'entreprise a présenté lors de la « Journée de l'investisseur » une stratégie mise à jour de développement de Rostelecom jusqu'en 2025 et une politique de distribution des dividendes pour la période 2021-2023. L'entreprise continuera à se développer en tant que plus grand fournisseur intégré de services et solutions numériques en Russie, en tant que partenaire pour la population, les entreprises et le gouvernement.
À la fin de 2022, Rostelecom a figuré parmi les meilleurs employeurs de Russie selon Forbes, passant de la catégorie « or » à « platine » en un an. Le classement prend en compte l'intégration des objectifs de développement durable (ESG) dans les activités de l'entreprise, vérifie la conformité aux meilleures pratiques corporatives et évalue l'attractivité de l'employeur pour les employés.
En mars 2023, le président de l'entreprise, Mikhaïl Oseevski, a annoncé que Rostelecom avait commencé à élaborer une nouvelle stratégie, car les objectifs de la stratégie actuelle seraient atteints plus tôt que prévu.

### Adhésion des entreprises de communication interrégionales
Le 29 mai 2009, la Commission gouvernementale pour le transport et les communications a adopté une conception de réforme du holding Svyazinvest sur la base de l'entreprise Rostelecom. Le 20 octobre, le conseil d'administration de Svyazinvest a unanimement approuvé un plan de réorganisation du holding sous la forme de la fusion avec Rostelecom de sept entreprises interrégionales de télécommunications (MRC) — VolgaTelecom, Dalsvyaz, Severo-Zapadny Telekom, Sibirtelecom, Uralsvyazinform, Centertelecom, Yuzhny Telecom, ainsi que Dagsvyazinform (Société par actions ouverte de télécommunication et informatique de la République du Daghestan).
Le 26 juin 2010, les actionnaires de Rostelecom ont pris la décision de réorganiser l'entreprise en intégrant toutes les sept MRC et Dagsvyazinform. Des décisions similaires ont été prises lors des assemblées générales des actionnaires des sept MRC qui se sont tenues en juin. L'assemblée générale des actionnaires de Dagsvyazinform, qui n'avait pas atteint le quorum en juin, s'est à nouveau réunie le 26 juillet et a également soutenu la fusion avec Rostelecom.
Le 1er avril 2011, Centertelecom, Sibirtelecom, Dalsvyaz, Uralsvyazinform, VolgaTelecom, SZT, Yuzhny Telecom et Dagsvyazinform ont été radiés du Registre d'État unifié des personnes morales à la suite de leur fusion avec Rostelecom, qui est devenu le successeur universel de tous leurs droits et obligations.

### Fusions et acquisitions
En 2000, l'entreprise Rostelecom a intégré société anonyme « Mezhdugorodny i Mezhdunarodny Telefon ».
En juin 2006, Rostelecom a acquis l'opérateur de téléphonie IP Zebra Telecom auprès de la société chypriote Starford Investment.
À la fin du mois d'août 2008, Rostelecom a acheté 68,41 % des actions avec droit de vote de l'Internet Service Provider (ISP) RTComm.RU, portant sa participation à 99,5 %.
Le 4 février 2011, Rostelecom, société anonyme Uralsvyazinform et société anonyme Severo-Zapadny Telekom ont finalisé un accord pour acquérir 71,8 % des actions de société anonyme Natsionalnye Telekommunikatsii, propriétaire de NKS. Rostelecom a acquis 21,8 % des actions, tandis que Uralsvyazinform et Severo-Zapadny Telekom ont chacun obtenu 25 % des actions.
En juin 2011, Rostelecom a acheté 39,87 % des actions de société anonyme Bashinformsvyaz.
En mars 2012, Rostelecom a achevé la consolidation de 100 % des actions de « Natsionalnye Telekommunikatsii ».
En juillet 2012, Rostelecom a consolidé 100 % des actions de l'opérateur de téléphonie mobile russe Sky Link.
En 2015, Rostelecom a acheté 75 % des actions de la société Aykumen — Informatsionnye Biznes-Sistemy pour 525 millions de roubles, afin de s'implanter activement sur le marché du Big Data.
Toujours en 2015, PAO Rostelecom a acquis 50,1 % des parts, puis en avril 2017, il a finalisé l'acquisition de 100 % des parts du capital social de GK SafeDatа, l'un des principaux acteurs du marché russe des centres de données commerciaux, des points d'échange de trafic et de la livraison de contenu,.
Pour élargir son spectre de services et sa base de clients, en mars 2016, Rostelecom a acquis les actifs télécoms du groupe Morton, en juin 2016, il a acquis le fournisseur AIST, en janvier 2017, il a acquis la société Sibitex, et en décembre 2017, il a acquis l'opérateur TWINGO telecom,. La même année, AO Tolyatti Telekom.
En décembre 2017, PAO Bashinformsvyaz a acquis 100 % des parts dans le capital social de SARL « Servis Telekommunikatsii », qui exploite des réseaux WiMAX (dans 20 villes) et Wi-Fi (dans 54 villes).
En mars 2018, un contrat de vente a été signé pour l'achat de 75 % des parts dans SARL « Otkrytaya Mobilnaya Platforma » et 75 % des parts dans SARL Votron, permettant ainsi à la société de prendre le contrôle du développeur du système d'exploitation mobile national Aurora.
En mai 2018, la société a acquis 100 % des actions de Solar Security, un leader technologique dans le domaine de la surveillance ciblée et de la gestion opérationnelle de la cybersécurité. Le montant de la transaction s'est élevé à 1,5 milliard de roubles.
En décembre 2018, Rostelecom a acquis 99,92 % des parts de SARL Start2Com, l'un des principaux développeurs de logiciels pour les systèmes de gestion des services de facturation et de service dans le secteur des télécommunications.
En mars 2019, un accord a été signé pour l'acquisition par Rostelecom de 100 % des parts de SARL « Infolink » et SARL « SvyazStroy-21 », faisant partie de GK Infolink (l'un des plus grands fournisseurs Internet indépendants de la république de Tchouvachie).
En juillet 2019, un accord a été signé pour l'acquisition de 100 % des parts de SARL « Prometey », qui fournit des services de communication depuis 2004 aux entreprises, aux clients gouvernementaux et aux particuliers à Saint-Pétersbourg et dans la région de Leningrad.
En août 2019, un accord a été signé pour l'acquisition de 100 % des parts de trois entités juridiques, permettant ainsi de contrôler le groupe AliansTelekom, qui offre des services d'accès à Internet et de télévision aux particuliers et aux entreprises dans le territoire du Primorie (Vladivostok, Oussuriysk, Nakhodka et Artem).
En janvier 2020, Rostelecom a finalisé l'acquisition de 100 % des parts de SARL « Datalline », la deuxième entreprise après le groupe Rostelecom sur le marché des centres de traitement de données (CTD).
En mars 2020, Rostelecom a finalisé l'acquisition de 55% des parts de SARL T2 RTK Holding (Tele2 Russie). À la suite de cette transaction, le groupe Rostelecom a consolidé 100 % des parts de Tele2 Russie, tandis que PAO « Bank VTB » et un consortium d'investisseurs sont devenus propriétaires de 29,4 % des actions ordinaires de PAO Rostelecom.
En octobre 2020, Rostelecom a conclu des accords juridiquement contraignants pour l'acquisition de 100 % des actions de société anonyme « Sinterra Media », un opérateur fédéral de services multimédias.
En décembre 2020, Rostelecom a finalisé l'acquisition de 100 % des parts de SARL « Sozvezdie N », une entreprise contrôlant l'un des principaux opérateurs multiservices de télécommunication sur le marché d’Ekaterimbourg et de la région de Sverdlovsk, connu sous le nom de Planeta.
En novembre 2021, Rostelecom a porté sa participation à 100 % dans SARL «RTK CT», en acquérant 49,9 % des parts de ses actionnaires minoritaires pour 4,5 milliards de roubles. Cette entreprise fournit des services selon le modèle « Tout IT comme service », avec un chiffre d'affaires prévu de 12 milliards de roubles en 2021.
En décembre 2021, Rostelecom a acquis pour 1,7 milliard de roubles 100% du fournisseur de plateforme « MVNE TVETelekom », qui sera géré par SARL « T2 RTK » Holding en tant que filiale distincte.
D'ici la fin de 2022, Rostelecom et NMG prévoient de fusionner leurs services de vidéo à la demande Wink et more.tv. Dans le cadre de cette coentreprise, Rostelecom détiendra 70 %, et NMG 30 %. Cette coentreprise pourrait revendiquer 15 % du marché d'ici la fin de 2023, avec une base de 10 millions d'abonnés.

### Fusion des actifs cellulaires avec Tele2
En février 2014, Rostelecom et Tele2 Russie ont signé un accord cadre visant à intégrer les actifs mobiles dans le capital social d'une entreprise commune, faisant de Rostelecom l'un des actionnaires de la société fusionnée.
En mars 2014, sous le contrôle de Tele2 Russie, sept filiales de téléphonie mobile de Rostelecom — Sky Link, Nizhegorodskaya Sotovaya Svyaz', Baikalvestkom, BIT, Volgograd GSM, Yeniseytelekom et AKOS — ont été transférées. En août 2014, Tele2 Russie a obtenu le contrôle opérationnel des actifs mobiles intégrés de Rostelecom (Eline GSM, Eline, Tambov GSM, Uralsvyazinform, Dalsvyaz GSM ) via une nouvelle filiale de Rostelecom, société anonyme RT-Mobil, qui a également repris les licences (incluant la licence 3G pour la région de Moscou, transférée par Rostelecom à Tele2 Russie).
À la suite de cette transaction, Rostelecom est devenu actionnaire de l'entreprise commune avec une participation de 45 % dans le capital social en termes de droits de vote et de part économique. Tele2 Russie, représentée par la nouvelle société SARL T2 RTK Holding, a obtenu une participation de 55 % dans le capital social en termes de droits de vote et de part économique, donnant ainsi à Tele2 Russie le contrôle de l'entreprise commune. En raison de la faible superposition des régions où les entreprises étaient présentes, cette opération a renforcé la position de marché du quatrième acteur majeur, portant sa part de marché aux niveaux des autres opérateurs mobiles. Le nouvel opérateur national de téléphonie mobile a obtenu, au moment de la fusion, un ensemble complet de licences et de fréquences sur tout le territoire national (y compris 3G et LTE nationale), une présence dans plus de 60 régions et 38 millions d'abonnés mobiles.
En février 2020, Rostelecom et VTB ont signé des documents contraignants pour finaliser l'accord, confirmant les paramètres précédemment annoncés : Rostelecom acquiert 17,5 % des parts de Tele2 pour 42 milliards de roubles, et 27,5 % supplémentaires pour 66 milliards de roubles grâce à une augmentation de capital de Rostelecom en faveur de VTB. De plus, 10 % de Tele2 sont acquis par Rostelecom en échange de 10 % de ses propres actions ordinaires détenues par la filiale SARL Mobitel, pour une valeur totale de 24 milliards de roubles. Il avait été précédemment annoncé que cette part serait transférée à Telecom Investissements, une structure de VTB enregistrée en décembre. En mars 2020, Rostelecom a finalisé l'acquisition de 55 % des parts de SARL T2 RTK Holding (Tele2 Russie). À la suite de cette transaction, Rostelecom a consolidé 100 % des parts de Tele2 Russie, tandis que Banque VTB et un consortium d'investisseurs sont devenus propriétaires de 29,4 % des actions ordinaires de Rostelecom.

## Services

### Internet
La société propose des services d'accès à haut débit en utilisant diverses technologies, développant des réseaux optiques d'accès (technologies FTTx, PON, etc.). Les réseaux fibre optique de Rostelecom couvrent plus de 38 millions de foyers à travers le pays.

### IPTV
La société fournit des services de télévision par câble et interactive au standard IPTV. Elle occupe une position dominante sur le marché russe de la télévision payante en termes de chiffre d'affaires et de base d'abonnés IPTV.
En septembre 2018, Rostelecom a lancé un nouveau service vidéo numérique, Wink — une plateforme multimédia OTT permettant de regarder des programmes TV, des chaînes, des films et des séries sur tous types d'appareils, via n'importe quel réseau opérateur.
Le service propose plus de 400 chaînes de télévision et 60 000 contenus dans sa médiathèque en ligne,. Wink est accessible sur téléviseurs (via décodeur, applications Smart TV, Apple TV ou Android TV), smartphones et tablettes (applications mobiles Android et iOS), ainsi que sur ordinateurs (via le portail vidéo Wink).

### Centres de traitement de données(CTD)
Rostelecom est le plus grand opérateur de centres de données en Russie en termes de nombre de baies.
En septembre 2020, Rostelecom a mis en service industriel le CTD le plus oriental du pays, situé à Ioujno-Sakhalinsk. D'une puissance initiale de 1,5 MW, sa capacité s'élève à 25 emplacements de baies, extensible à 180.
En août 2020, un nouveau module de 100 baies a été inauguré dans le centre de données Moscou-I. Doté de systèmes techniques indépendants (refroidissement, alimentation électrique garantie, extinction d'incendie), ce centre est conforme à la norme Tier III.
En novembre 2020, Rostelecom-CTD a lancé le centre de données NORD-5 à Moscou. D'une superficie de 1 500m² et capable d'accueillir 600 baies clients, il inclut une salle dédiée avec des emplacements supportant une puissance élevée (jusqu'à 20 kW par baie).
En décembre 2020, Rostelecom-CTD a inauguré un centre de données d'une capacité de 800 baies et 7 400 kW de puissance. Réparti sur 4 salles machines (200 baies chacune), il couvre 4 266 m² et est situé au nord de Saint-Pétersbourg.
En janvier 2021, un nouveau CTD Tier III a été ouvert à Novossibirsk, offrant 3 MW de puissance totale et 300 emplacements de baies répartis dans trois salles.
En juin 2021, la société de services Centre des Technologies des CTD (CT CTD) a été créée, regroupant les expertises de Rostelecom-CTD et DataLine, leaders du marché.
En octobre 2021, Rostelecom-CTD a lancé à Moscou le centre NORD-6, conforme au Tier III, avec 207 baies et 5 MW de puissance. Une section dédiée aux baies haute puissance (20 kW) y est intégrée.
En octobre 2022, Rostelecom a inauguré un CTD à Mourmansk, premier centre de données construit en zone arctique russe.

### VPN
La société propose des services de réseaux privés virtuels (RPV), permettant aux entreprises clientes de créer un réseau virtuel sécurisé sans nécessiter d'infrastructure physique dédiée.
Ces RPV permettent également l'intégration de services complémentaires 

### Surveillance domestique et maison connectée
La maison connectée est une solution numérique intégrée regroupant des dispositifs de contrôle à distance des événements domestiques et de gestion du foyer. Les utilisateurs reçoivent des alertes en cas de fumée, de fuite d'eau, d'intrusion ou d'autres incidents. Le système inclut des prises intelligentes, un éclairage connecté et d'autres équipements automatisés, pilotables via une interface web ou une application mobile.
Le service vidéosurveillance permet de surveiller l'intérieur ou l'extérieur d'un domicile depuis n'importe quel point connecté à internet, avec un chiffrement des données sur l'ensemble du trajet.
Écosystème numérique « Rostelecom.Klyuch »
Une plateforme numérique, « Rostelecom.Klyuch », a été développée pour créer un environnement sécurisé et confortable dans les immeubles résidentiels. Ce service combine un interphone intelligent, une barrière automatisée, des compteurs connectés et un système de vidéosurveillance intégré. Tous les dispositifs sont centralisés sur une seule plateforme, accessible via une application mobile unifiée.

### Assistant vocal «Maroussia»
En juin 2020, Rostelecom et VK ont annoncé un partenariat stratégique pour développer le contrôle vocal des services numériques, intégrant l'IA et l'Internet des objets (IoT). L'assistant vocal « Maroussia » (développé par VK) permet désormais de commander vocalement le service de vidéo Wink et la solution maison connectée de Rostelecom.

### Services cloud
Rostelecom propose aux entreprises un centre de traitement de données virtuel, incluant la location de capacités de calcul, de stockage de données, de sauvegarde et d'accès via internet ou VPN. Trois plateformes sont disponibles : VMware, Hyper-V et KVM.

### Accès aux services bancaires en zones reculées
Le 22 novembre 2018, Rostelecom a signé un accord tripartite avec la Banque de Russie et Poste Banque pour tester un programme d'accès prioritaire aux services financiers pour les citoyens vivant dans des zones isolées. Dix localités du kraï du Primorié (de 700 à 4 000 habitants) ont été sélectionnées.
En janvier 2019, Poste Banque a ouvert 10 agences dans des bureaux de poste russes, reliés à internet haut débit par Rostelecom.

## Télécommunications

### Téléphonie fixe
La société propose des services de téléphonie fixe. En 2020, à l'initiative de l'entreprise, les services de téléphonie fixe sont devenus gratuits pour les vétérans de la Grande Guerre patriotique et les résidents du Leningrad assiégé.

### Téléphonie mobile
Historiquement, la société comptait 9 opérateurs mobiles, acquis lors de fusions avec des entreprises interrégionales de télécommunications, ainsi que plusieurs sociétés acquises ultérieurement. En 2014, les actifs mobiles ont été transférés à une coentreprise et intégrés au quatrième opérateur fédéral, Tele2. Le dernier opérateur mobile de Rostelecom, OAO Sotovaïa Sviaz Bachkortostana, a été vendu à MTS en juillet 2017.
En septembre 2016, Rostelecom a relancé ses services mobiles sous le modèle MVNO (opérateur de réseau mobile virtuel) en utilisant le réseau de Tele2 dans les régions d'Arkhangelsk, de Tver, de Sverdlovsk et du kraï de Krasnodar. En novembre 2016, les services ont été étendus à toutes les régions couvertes par Tele2,.
En 2020, l'opérateur mobile Tele2 Russie est devenu une filiale à 100 % de Rostelecom.

### Projets conjoints basés sur l'infrastructure des opérateurs mobiles
- Au printemps 2018, Rostelecom, Nokia et la Fondation Skolkovo ont lancé la première zone expérimentale ouverte en Russie pour les réseaux 5G[84]. Le réseau a été mis en service en premier par le musée de l'Ermitage et Ericsson[85].
- À l'automne 2018, Rostelecom, NAMI et la Fondation Skolkovo ont lancé une zone expérimentale pour les véhicules autonomes utilisant la 5G dans la bande de 3,4 à 3,8 GHz sur le territoire du centre d'innovation Skolkovo, simulant des conditions réelles de circulation[86].
- En février 2019, Rostelecom et Megafon ont annoncé la création d'une coentreprise pour développer les réseaux 5G, soutenue par les opérateurs de la « grande quatrième » (LTE Union)[87].
- Au printemps 2019, Rostelecom, Tele2 et Nokia ont testé des solutions IoT pour les services publics, confirmant la viabilité économique du raccordement des compteurs électriques via des réseaux radio dans des bandes sous licence[88].
- En juin 2019, Rostelecom, Megafon et Nokia ont réalisé le premier appel vidéo international en 5G entre Saint-Pétersbourg et Helsinki lors du Forum économique international de Saint-Pétersbourg[89].
- En juin 2021, le gouvernement de Moscou et Rostelecom ont signé un accord pour développer la 5G dans la capitale, incluant la création de polygones industriels pour tester des solutions et services innovants. Le premier polygone 5G a été ouvert à l'hôpital Botkine, visant à piloter des technologies numériques dans le domaine de la santé[90].
- En juin 2021, Rostelecom et Schvabe (filiale de Rostec) ont conclu un partenariat stratégique pour développer des services innovants basés sur la 5G[91].
- Fin 2023, Rostelecom et Avtodor ont signé un accord pour construire des infrastructures de téléphonie mobile le long des autoroutes, offrant des services vocaux et internet mobile en LTE.